# Berry Botanic Garden

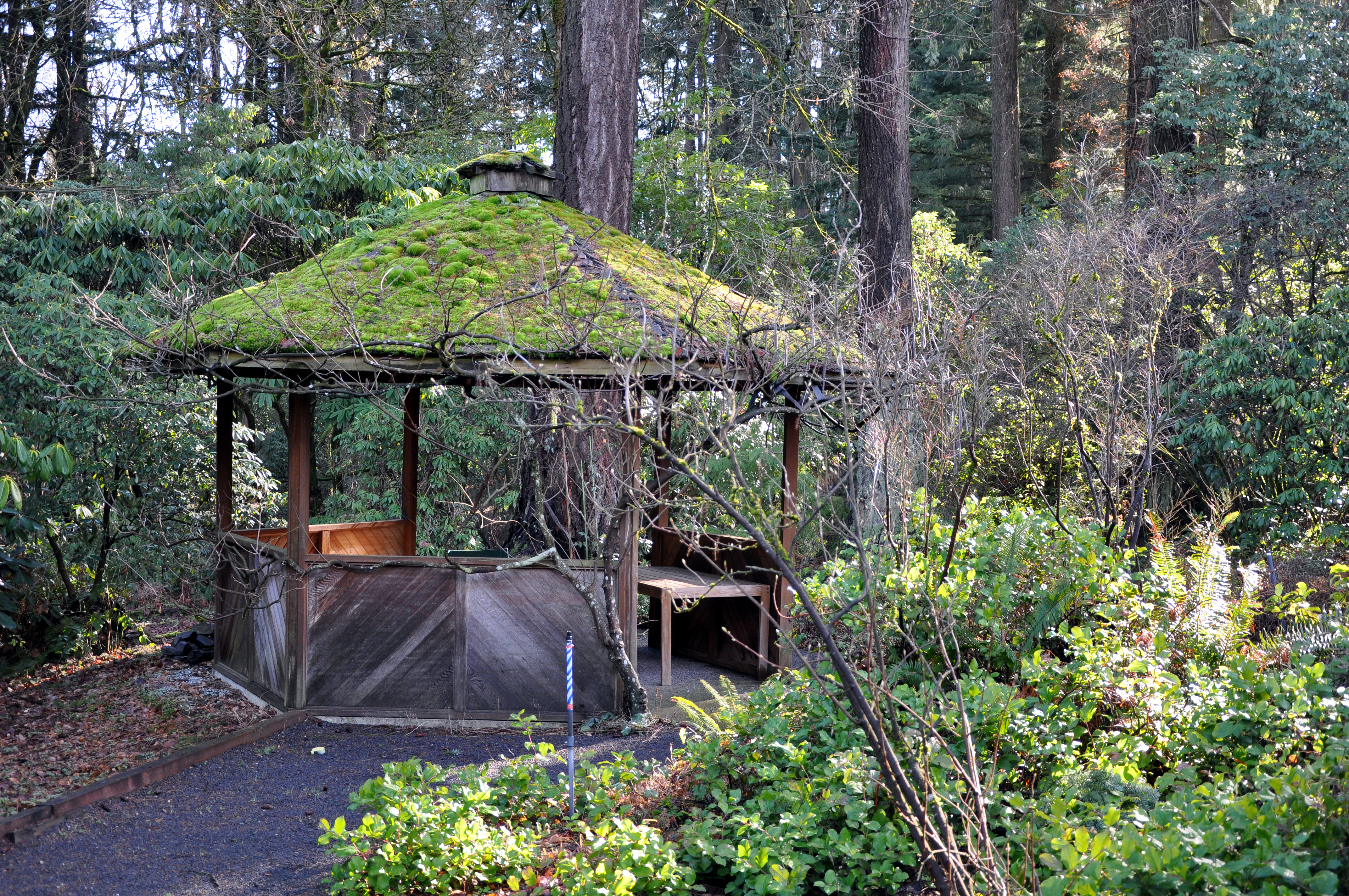
Prieel in de botanische tuin

The Berry Botanic Garden is een botanische tuin in Portland (Oregon). De botanische tuin begon als de persoonlijke plantencollectie van Rae Selling Berry (1881-1976). Haar landgoed werd in 1978 aangekocht door de non-profitorganisatie 'The Friends of The Berry Botanic Garden'. Hierna werd de tuin voor het publiek opengesteld.
De Berry Botanic Garden is te bezoeken op afspraak. De botanische tuin heeft een collectie rotsplanten, primula's, rododendrons en planten die van nature voorkomen in de Pacific Northwest. In 1983 is een zaadbank opgericht om zaden te bewaren van bedreigende en zeldzame planten uit de Pacific Northwest. De zaadbank bevat meer dan 14.000 accessies die meer dan driehonderd plantensoorten representeren.
De Berry Botanic Garden is aangesloten bij Center for Plant Conservation, een non-profit netwerk van meer dan dertig botanische instituten in de Verenigde Staten, dat zich richt op de bescherming en het herstel van de inheemse flora van de Verenigde Staten. Tevens is de botanische tuin lid van Botanic Gardens Conservation International, een non-profitorganisatie die botanische tuinen samen wil brengen in een wereldwijd samenwerkend netwerk om te komen tot het behoud van de biodiversiteit van planten. De tuin is aangesloten bij de Council on Botanical and Horticultural Libraries, een internationale organisatie van individuen, organisaties en instituten die zich bezighouden met de ontwikkeling, het onderhouden en het gebruik van bibliotheken met botanische literatuur en literatuur over tuinen. Ook is de tuin aangesloten bij de Plant Conservation Alliance (PCA), een samenwerkingsverband dat zich richt op de bescherming van planten die van nature voorkomen in de Verenigde Staten.